# Universitatea Ebraică din Ierusalim
Universitatea Ebraică din Ierusalim (în ebraică: האוניברסיטה העברית בירושלים  - Haunivèrsita haivrit birushalaiym ; acronimul în limba engleză:HUJI)  este o universitate israeliană din orașul Ierusalim. Primul ei campus, de pe Muntele Scopus, și-a început activitatea în anul 1918 și a fost inaugurat oficial în anul 1925. A fost prima universitate din Palestina și al doilea institut academic din această regiune istorică.(primul a fost Technionul din Haifa) 
Inițiată de Mișcarea sionistă, construirea acestei universități a început în anul 1918 cu sprijinul unor personalități printre care oamenii de știință Albert Einstein, Sigmund Freud, Martin Buber și Haim Weizmann, lorzii Arthur Balfour și Herbert Samuel (primul viconte Samuel), poetul Haim Nahman Bialik, rabinul șef al evreilor din România, dr.Iacob Itzhak Niemirower și alții.
Universitatea Ebraică se clasifică printre primele 53-121 universități din lume

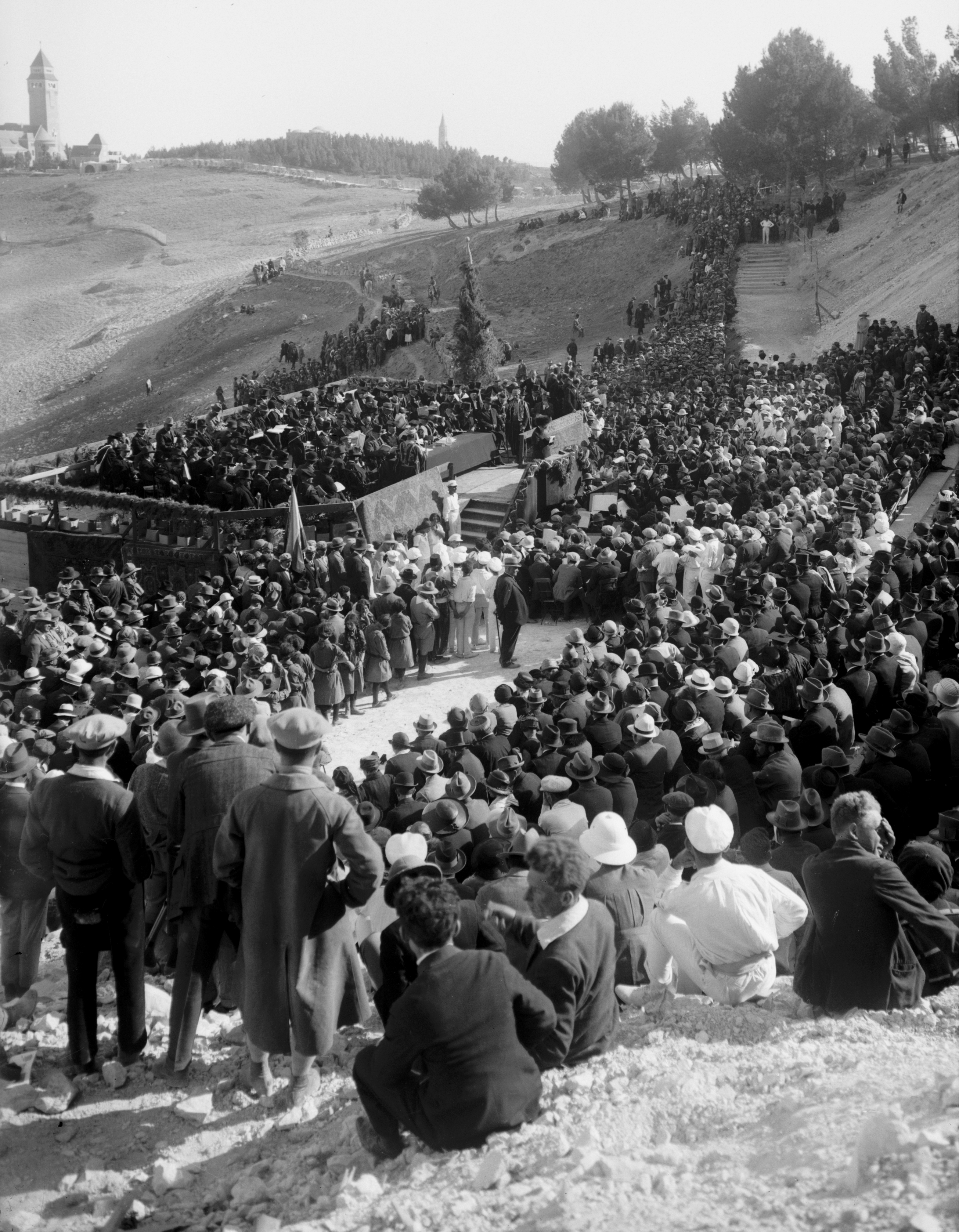
Ceremonia de deschidere de pe Muntele Scopus - 1925

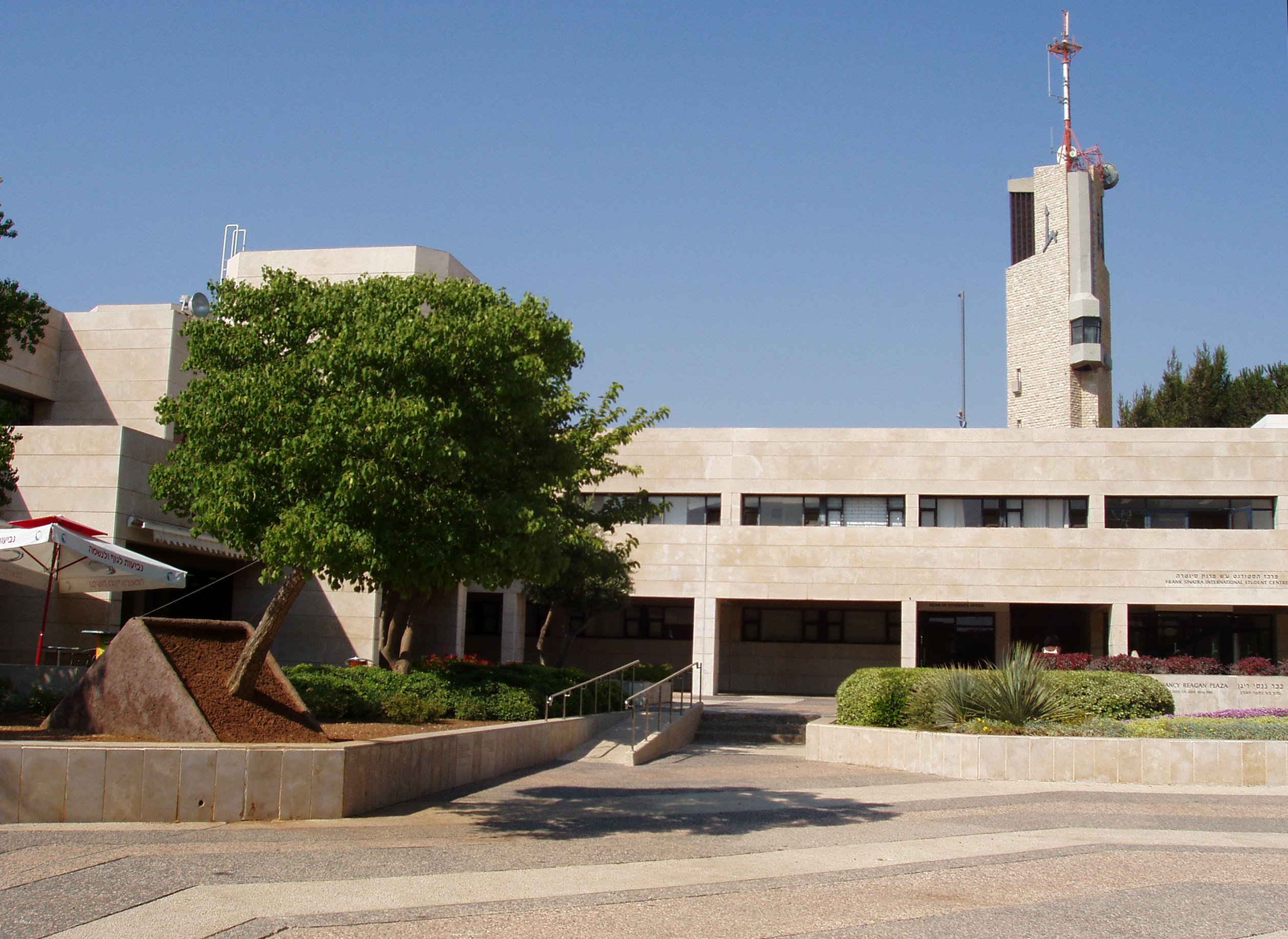
Universitatea Ebraică din Ierusalim, campusul de pe Muntele Scopus.

## Personal și studenți
La Universitatea Ebraică studiază 23 500 studenți, dintre care 11 700 la primul titlu, 6 900 masteranți, 2 700 doctoranți și 2 200 diverși.
Personalul universității cuprinde 1 200 personal academic și 1 500 personal administrativ și tehnic.

## Clasificația mondială a nivelului academic pe anul 2012
Clasificația mondială a nivelului academic de mai jos (conform acronimelor în limba engleză) cuprinde saiturile pe internet, data ctitoriei, numărul de studenți și clasificarea internațională după   WebOMetrics Arhivat în 27 octombrie 2005, la Wayback Machine. (top 3000), Shanghai Jiao Tong University (SJTU) Arhivat în 4 decembrie 2005, la Wayback Machine. (top 500) și  The Times Higher Education Supplement (THES) Arhivat în 4 mai 2007, la Wayback Machine. (top 200):

| Institutul                                 | Internet Domain | Data deschiderii | Studenți/ la doctorat | Nivelul academic mondial (WebOMetrics, SJTU, THES) | Nivelul mondial Matematică (SJTU) | Nivelul mondial Informatică (SJTU) |
| ------------------------------------------ | --------------- | ---------------- | --------------------- | -------------------------------------------------- | --------------------------------- | ---------------------------------- |
| Universitatea Ebraică din Ierusalim (HUJI) | huji.ac.il      | 1918             | 23.500/2.700          | 121, 53, 77                                        | 16                                | 27                                 |

Printre absolvenții și profesorii care au predat la HUJI se numără 8 laureați ai Premiului Nobel: 
- Joshua David Angrist
- Robert Aumann
- Aaron Ciechanover
- David Gross
- Avram Hershko
- Daniel Kahneman
- Roger D. Kornberg
- Ada Yonath

și laureatul Medaliei Fields în matematică: 
- Elon Lindenstrauss[1]

## Galerie

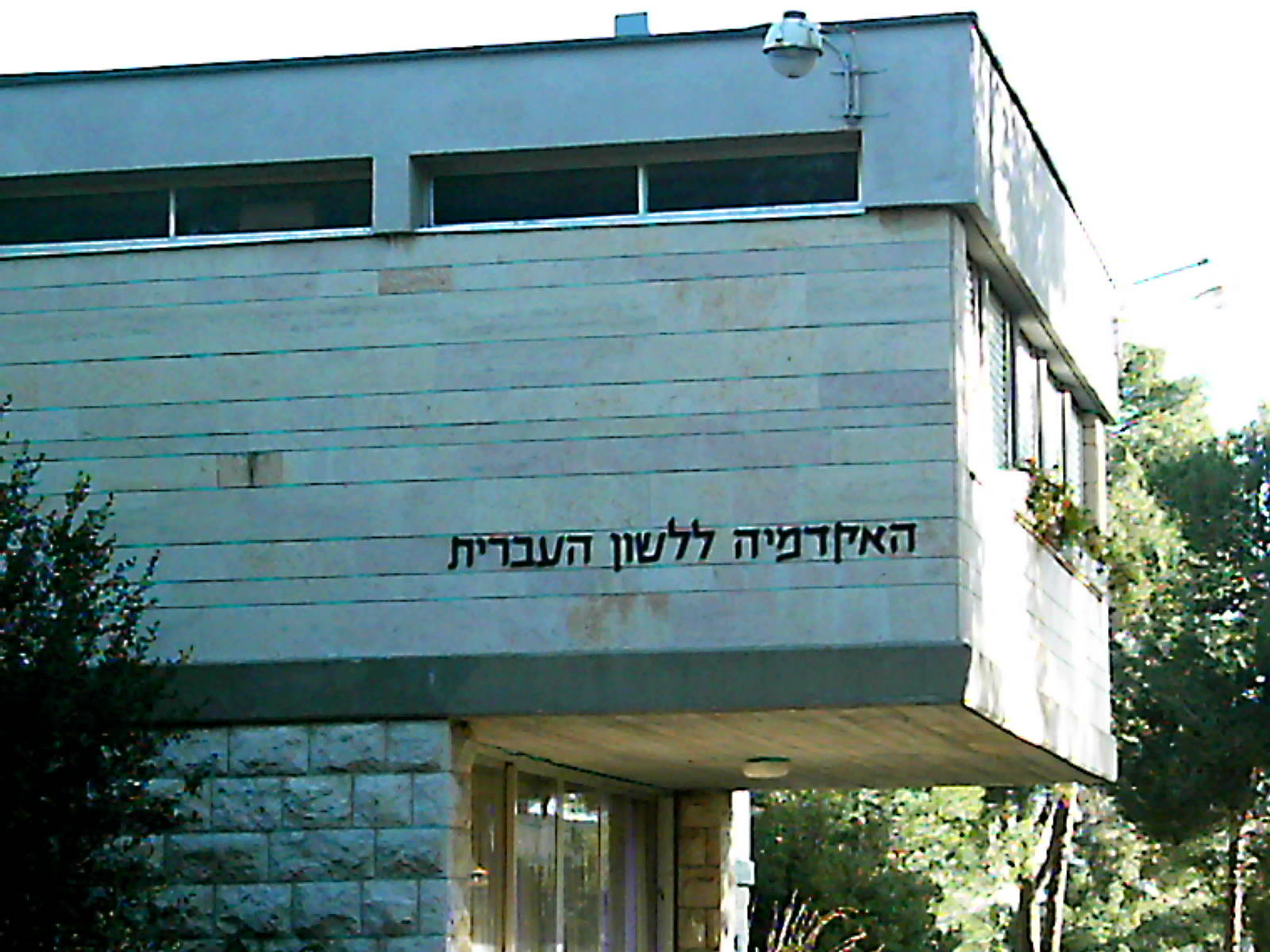
Academia limbii ebraice
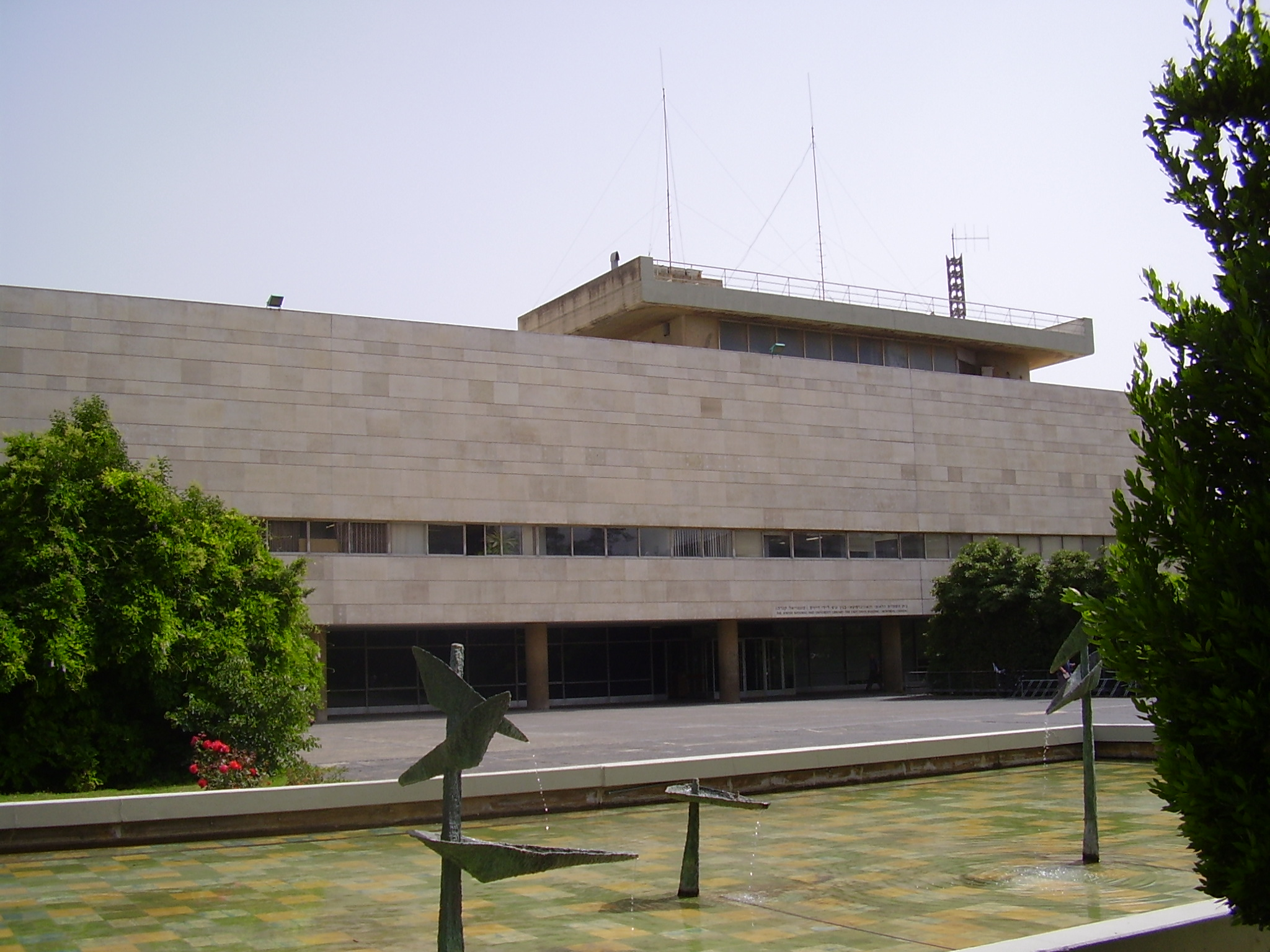
Biblioteca Națională a Israelului
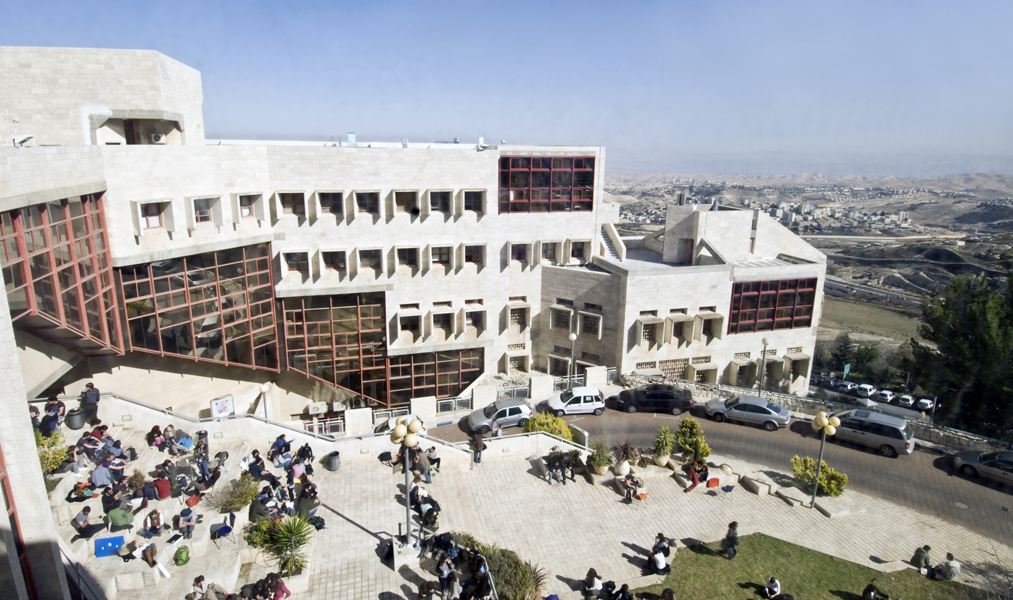
Academia de Arte și Design Betzalel - este academia națională de arte și estetică industrială a Israelului
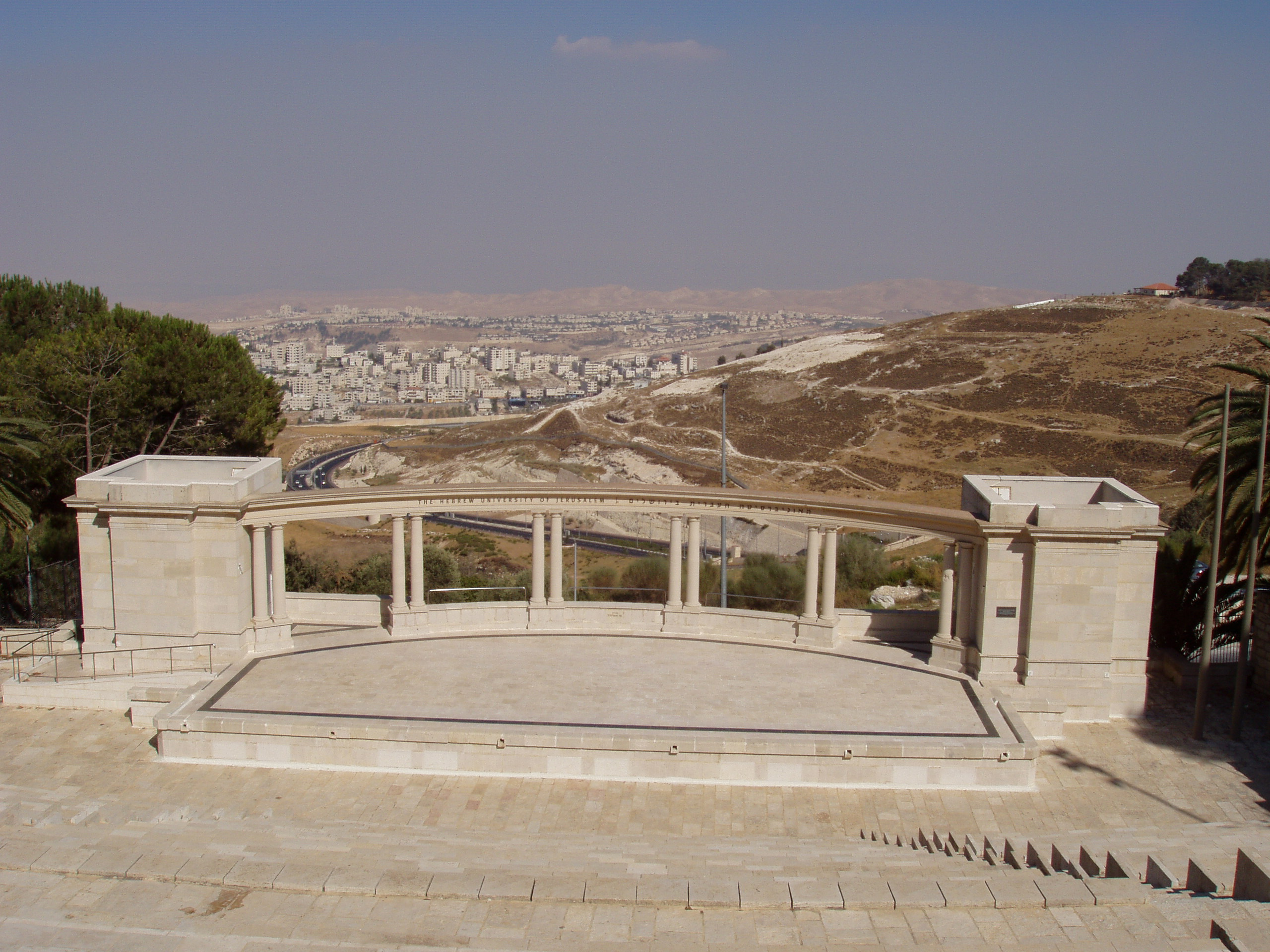
Amfiteatrul Rothberg de pe Muntele Scopus